# Jordan Díaz Fortún
Jordan Alejandro Díaz Fortún (La Habana, Cuba, 23 de febrero de 2001) es un deportista cubano, naturalizado español, que compite en atletismo, especialista en la prueba de triple salto.
Participó en los Juegos Olímpicos de París 2024, obteniendo una medalla de oro en su especialidad. Ganó una medalla de plata en los Juegos Panamericanos de 2019 y una medalla de oro en el Campeonato Europeo de Atletismo de 2024.

## Carrera deportiva
Jordan Díaz comenzó a despuntar en triple salto en 2017, año en el que disputó el Campeonato Mundial de Atletismo Sub-18, en el que logró la medalla de oro en la prueba de triple salto con una marca de 17.30 m, mejor marca mundial sub-18.
En 2018 llevó su mejor marca mundial sub-18 hasta los 17.41 m, marca que sigue vigente en 2024. Poco después volvió a ganar el oro, esta vez en el Campeonato Mundial de Atletismo Sub-20, celebrado en Tampere, Finlandia, con una marca de 17.15 m, lo que supuso un nuevo récord del campeonato. Ese mismo año obtuvo también la medalla de oro en los Juegos Olímpicos de la Juventud de Buenos Aires 2018.
Ya en categoría absoluta, en 2019 disputó los Juegos Panamericanos, donde ganó la plata con una marca de 17.38 m, y llegó a la final del Campeonato del Mundo, donde terminó octavo. Este mismo año fijó su nuevo récord personal en 17.49 m.
En 2021, aprovechando una prueba celebrada en Castellón, escapó de la selección cubana, estableciéndose en España e incorporándose al grupo de saltadores entrenados por Iván Pedroso en Guadalajara. Se perdió de esta manera los Juegos Olímpicos de Tokio 2020, en los que era candidato a medalla.
Adquirió la nacionalidad española en 2022 y manifestó entonces su deseo de representar a este país en campeonatos, aunque no podría participar en competiciones internacionales con España hasta los Juegos Olímpicos de París 2024. Pocos días después batió el récord de su nuevo país en pista cubierta con 17,27 m. En junio de ese mismo año, batió en cuatro ocasiones la plusmarca absoluta de España, estableciéndola en 17.87 m, que consiguió en el Campeonato de España celebrado en Nerja, a la vez que se convertía en líder mundial del año de su especialidad y lograba mejorar su marca personal, que databa de 2019.
En febrero de 2023, en su primera competición del año, batió su propio récord de España en pista cubierta con un salto de 17,49 m. Unos días después volvió a batir su récord durante el Campeonato de España, con un mejor salto de 17,59 m. Una lesión en el tendón rotuliano le impidió competir durante la temporada al aire libre.
En el Campeonato Europeo de Atletismo de 2024 quedó primero con un salto de 18,18 m, que supuso el tercer mejor salto de la historia y récord de España. Dos meses después se coronó campeón olímpico en los Juegos Olímpicos de París 2024.
Fue el abanderado de España en la ceremonia de clausura de los Juegos Olímpicos de París 2024 junto con la atleta María Pérez.

## Palmarés internacional
| Representando a Cuba   |                 |                  |              |
| Juegos Panamericanos   |                 |                  |              |
| Año                    | Lugar           | Medalla          | Prueba       |
| 2019                   | Lima (Perú)     | Medalla de plata | Triple salto |
| Representando a España |                 |                  |              |
| Juegos Olímpicos       |                 |                  |              |
| Año                    | Lugar           | Medalla          | Prueba       |
| 2024                   | París (Francia) | Medalla de oro   | Triple salto |
| Campeonato Europeo     |                 |                  |              |
| Año                    | Lugar           | Medalla          | Prueba       |
| 2024                   | Roma (Italia)   | Medalla de oro   | Triple salto |

## Competiciones internacionales
| Representando a Cuba en triple salto   | Representando a Cuba en triple salto | Representando a Cuba en triple salto | Representando a Cuba en triple salto | Representando a Cuba en triple salto | Representando a Cuba en triple salto |
| -------------------------------------- | ------------------------------------ | ------------------------------------ | ------------------------------------ | ------------------------------------ | ------------------------------------ |
| 2017                                   | Campeonato Mundial Sub-18            | Nairobi                              | Medalla de oro                       | 17.30 m                              |                                      |
| 2018                                   | Campeonato Mundial Sub-20            | Tampere                              | Medalla de oro                       | 17.15 m                              |                                      |
| 2018                                   | Juegos Centroamericanos y del Caribe | Barranquilla                         | Medalla de plata                     | 17.29 m                              |                                      |
| 2018                                   | Campeonato NACAC                     | Toronto                              | Medalla de oro                       | 16.83 m                              |                                      |
| 2018                                   | Juegos Olímpicos de la Juventud      | Buenos Aires                         | Medalla de oro                       | 17.14 + 17.04                        |                                      |
| 2019                                   | Juegos Panamericanos                 | Lima                                 | Medalla de plata                     | 17.38 m                              |                                      |
| 2019                                   | Campeonato Mundial                   | Doha                                 | 8.º                                  | 17.06 m                              |                                      |
| Representando a España en triple salto |                                      |                                      |                                      |                                      |                                      |
| 2024                                   | Campeonato de Europa                 | Roma                                 | Medalla de oro                       | 18.18 m WL                           |                                      |
| 2024                                   | Juegos Olímpicos                     | París                                | Medalla de oro                       | 17.86 m                              |                                      |

1. ↑  En categoría sub-18
2. ↑  En esta competición se disputan dos mangas y se suma el resultado de ambas para obtener la clasificación final.